# 緊急聯絡人
緊急聯絡人是香港歌手Gareth.T的一首單曲，於2023年11月29日由香港華納唱片作數位發行。

## 簡介
緊急聯絡人一曲由香港音樂人Gareth.T、Patrick Yip創作，由主唱者的固定班底編曲和監制，屬於以鋼琴、弘樂、結他以及電子鼓襯托的抒情慢歌。
據歌曲的官方介紹，歌曲的靈感來源韓劇的主題曲及配樂。緊急聯絡人是指智能手機中的一個設定，當用家遇上意外時即時自動聯絡傷者的親人。詞人創作出歌曲主角於外地發生意外的故事，引出保留舊戀人作為緊急聯絡人以及對舊戀人一段念念不忘的情誼。

## 音樂錄影帶
華納唱片於歌曲發佈當天翌日公開緊急聯絡人的音樂錄影帶。音樂錄影帶於蒙古取景，由湯令山扮演的主角，無意中愛上將要許配給將軍的公主，將軍因嫉妒而計劃殺死主角，奪回愛人。

## 評價和反響
緊急聯絡人是2024年香港樂壇最廣為傳播的歌曲之一，推出後大獲香港年青人所喜愛。歌曲的音樂錄影帶的點撃數現已超過1000萬。

## 歌曲列表
| 線上下載 串流媒體 | 線上下載 串流媒體 | 線上下載 串流媒體 |
| 曲序              | 曲目              | 时长              |
| ----------------- | ----------------- | ----------------- |
| 1.                | 緊急聯絡人        | 3:43              |

## 製作團隊
資料來自緊急聯絡人音樂錄影帶於YouTube的嗚謝名單。
- 作曲：Gareth.T、Patrick Yip
- 填詞：黃偉文
- 編曲：湯令山、葉崇恩、李一丁、黃浩輝、Teddy Fan、Gabriel de Leon
- 監製：湯令山、葉崇恩、大匙羹、李一丁、黃浩輝、Teddy Fan
- 混音：康小白
- 母帶：John Greenham

- 音樂錄影帶導演：Bronzehero
- 音樂錄影帶演員：Maralaa、Niima、Sumka、Ebo、Oyu

## 榜單
| 週榜單（2023年）          | 最高 名次 |
| ------------------------- | --------- |
| 香港（903專業推介）       | 1         |
| 香港（中文歌曲龍虎榜）    | 2         |
| 香港（新城勁爆流行榜）    | 5         |
| 香港（勁歌金榜）          | 13        |
| 香港（Chill Club 推介榜） | 2         |

## 資料來源
1. ↑  . My903.com. 2023-11-29.